# 越智源
越智源株式会社（おちげん）は、愛媛県今治市南日吉町に本社を置く染色会社。

## 沿革
- 1925年 - 越智源太郎により「越智染晒工場」創業[1]。綿布、タオル用錦糸の綛染を開始。
- 1960年 - オーバーマイヤー染色機を導入、綛染の機械化。
- 1963年 - 法人化。
- 1970年 - チーズ染色設備を導入。
- 1979年 - オーバーマイヤー染色機により製品染開始。第2染色部新設。
- 1983年 - チーズ染色機増設。
- 1991年 - 液流染色機、連続乾燥機導入。第3染色部新設。
- 1993年 - チーズ染色設備を一新。新第一染色部スタート。
- 1995年 - 見本用小口チーズ染色機導入。
- 2003年 - 見本用小口チーズ染色機増設。
- 2004年 - シャーリング設備導入。シャーリング部設立。
- 2014年 - 都市ガス式貫流ボイラー導入
- 2015年 - 大型チーズ染色機増設
- 2017年 - 新型風合出し連続乾燥機導入
- 2018年 - チーズ染色機増設。第二染色部刷新、場内移設。
- 2019年 - 社員食堂、社員ロッカー新設。本社事務所改築。